# Lazirți, Kaniv
Lazirți (în ucraineană Лазірці) este un sat în comuna Potapți din raionul Kaniv, regiunea Cerkasî, Ucraina.

## Demografie
Componența lingvistică a localității Lazirți
     Ucraineană (96,81%)
     Rusă (3,19%)
Conform recensământului din 2001, majoritatea populației localității Lazirți era vorbitoare de ucraineană (96,81%), existând în minoritate și vorbitori de rusă (3,19%).